# Madawaska (Nuevo Brunswick)
Madawaska es una parroquia canadiense situada en la provincia de Nuevo Brunswick.

## Superficie
Madawaska tiene una superficie de 173,42 km².

## Demografía
En 2021, no había ningún habitante, ni ninguna vivienda.